# Obra narrativa de Charles Dickens
La obra narrativa del escritor inglés Charles Dickens (1812-1870) abarca el periodo comprendido entre los años 1836 y 1870, en plena época victoriana, y comprende casi una veintena de novelas, numerosos relatos y cuentos y otras obras colaborativas.
Fuera de ciertas circunstancias biográficas, lo único indiscutible que se puede decir de Dickens es que era un hombre de genio. Destacado ejemplo de novelista victoriano, Dickens no solo cultivó lo sentimental, sino lo humorístico, lo grotesco, lo sobrenatural y lo trágico. Extraordinariamente popular en su día (todas sus obras gozaron de una notable difusión) gracias a unos personajes que cobraron vida propia más allá de las páginas de sus libros, al frescor y la cordialidad de su estilo, a la fuerza de sus descripciones y a su incomparable poder para crear personajes, situaciones y ambientes, Dickens sigue siendo uno de los autores más populares y leídos de todos los tiempos. Legó al mundo una galería de personajes que, sin dejar de ser un tanto caricaturales, son imperecederos también. Como escritor, trabajó diligente y prolíficamente para producir el tipo de literatura entretenida que el público de la época demandaba, pero también para ofrecer un análisis de los retos sociales de su tiempo, ocupándose en muchas de sus novelas de la difícil situación de los pobres y oprimidos. Byron, Scott y Wordsworth habían descubierto la belleza del mar y de las montañas; Dickens descubrió la emoción de los barrios humildes. El arte de Dickens no consistía en retratar la vida como después hicieron con gran acierto Thackeray y Trollope, sino ―como la vida misma, que nunca imita― en crear de nuevo.

## Narrativa humorística y humanitaria

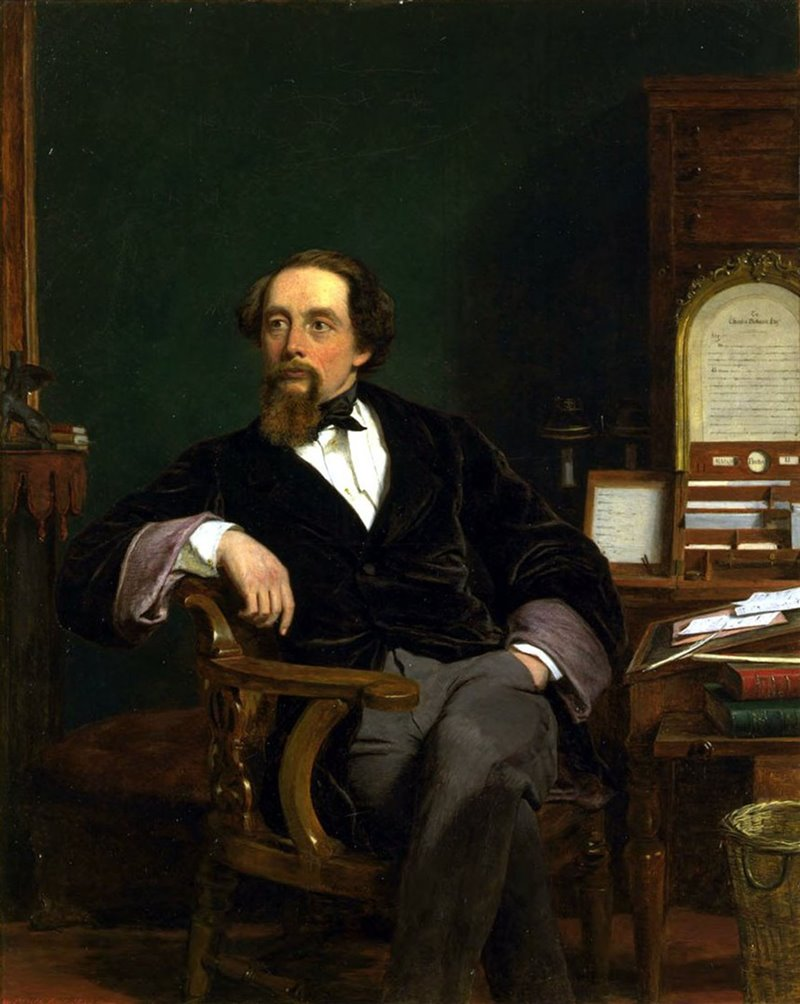
Retrato de Charles Dickens (1859), obra del pintor inglés William Powell Frith.

Los esbozos de escenas y caracteres costumbristas que constituyeron su primera obra, Sketches by Boz (publicados en 1836-37), son una muestra de rapidez de percepción y fuerza descriptiva. Los Sketches by Boz representaban un género nuevo, ya que el periodismo descriptivo apenas se practicaba en aquel tiempo. Dickens, el más grande novelista de una era de novelistas, alcanzó su primer éxito un año antes de que la reina Victoria subiera al trono y prolongó su carrera hasta mediados de su reinado. Entre 1836 y 1837 publicó por entregas su primera novela, Los papeles póstumos del Club Pickwick, la obra humorística por excelencia de la literatura inglesa. Resultó un éxito a medida que avanzaba la obra y se afirmaban los caracteres de los personajes y se desarrollaban sus humorísticas andanzas. Pickwick Papers, el debut con mayor éxito que probablemente haya tenido ningún novelista, vuelve los ojos hacia el pasado en muchos aspectos, a un mundo preindustrial de carruajes, aldeas dormidas y amables balnearios. Quizá fuera la añoranza de estas estampas de la vida inglesa, que ya entonces se veían amenazadas de muerte, lo que garantizó parte del sorprendente éxito de Pickwick. Tales escenarios le sirven a Dickens para introducir las cómicas aventuras que vive Pickwick con sus compañeros de viaje, aventuras que aprovechan todos los temas que resultaban típicamente cómicos en la época. Con una estructura novelística casi inexistente y sin necesidad de un argumento básico (la trama descansa totalmente sobre los personajes y no tiene verdadero asunto), es la obra de un excelente periodista que lleva en sí el germen de un novelista genial, y constituye un paso adelante hacia la novela, partiendo de los anteriores esquemas descriptivos, los Sketches by Boz. Los primeros trazos de Pickwick en sí siguen una línea de sátira dura, muy dieciochesca, pero Dickens pronto los refuerza dotando a su protagonista de un corazón y una conciencia social propios del siglo XIX. En ella, la comedia no se halla nunca superpuesta, pues se trata de una expresión realizada sin esfuerzo de una visión cómica de la vida. Dickens parece ver las cosas de manera diferente en una forma agradable y exagerada, y en su primera obra pasa con enorme exuberancia de una aventura a otra, sin pensar para nada en un argumento o en un plan preconcebido. En las otras obras de Dickens nuestro juicio se distrae por atender al asunto o a la finalidad de las mismas; pero en ésta, que fue el primero de sus éxitos, tenemos solo las dramatis personae y los escenarios y ambientes en que se mueven los personajes. Con todo, en esta etapa de su carrera, la concepción del mundo que tenía Dickens era de sol y rosas, con poco espacio para las sombras. Se trata sin duda de la obra más cómica y humorística de Dickens, y aunque el humor y el tono satírico de uno u otro modo impregnarán toda su producción, después de Los papeles póstumos del Club Pickwick se orientará en un sentido humanitario condicionado por las circunstancias.
En las novelas inmediatamente posteriores del autor se manifiesta un mayor dominio estructural y una unidad temática más sólida. Con Oliver Twist (1837-39) y Nicholas Nickleby (1838-39), Dickens se orienta hacia problemas sociales y humanitarios, basándose en recuerdos sórdidos o desagradables de su infancia. Quizá como reacción al optimismo que dejaron los Pickwick Papers, Oliver Twist, su siguiente éxito inmediato, nos da sensación de mayor oscuridad, aunque no podemos tachar a la novela de deprimente, si consideramos la indignación tan enérgica y la creatividad tan intensa que despliega. En ella, el sentimiento comienza a imponerse al humor, y Dickens, aterrorizado por la crueldad imperante en su época, comienza a sentir el deber de comunicar un mensaje a través de la ficción a su insensible generación. La novela se centra en el maltrato que sufren los niños y arremete contra las fábricas levantadas sobre principios benthanianos, que desprecian los esfuerzos destinados a solucionar la pobreza y el hambre y los reducen al mínimo para mantener el equilibrio natural de la economía siderúrgica. Oliver no es solo el representante de la niñez, sino el símbolo de todo el sufrimiento humano. Por su parte, en Nicholas Nickleby el argumento va adquiriendo importancia y Dickens muestra su talento para lo melodramático. Pickwick y Oliver son libros llenos de soberbias caricaturas que dieron la fama a Dickens y que lograron hacer de sus obras animadas galerías de personajes. Si en novelas posteriores parece que los personajes pierden vigor es porque alcanzan mayor hondura y no porque tengan que ajustarse a una visión de la sociedad cada vez más desesperada. En el período central de su vida (1840-1857), Dickens escribió ocho novelas, empezando por La tienda de antigüedades (1840-41), que presenta de un modo muy efectivo el lado sentimental del autor.
En las novelas en las que Dickens nos depara una visión de la infancia es donde mejor mantiene su energía original. En David Copperfield (1849-50), obra en la que relata de manera más o menos ficticia, pero con emoción sincera, su propia niñez, aparecen algunas de sus caricaturas más atractivas; es la historia novelada de varias fases de la vida del propio autor. En ésta, considerada por muchos como su obra cumbre, Dickens llevaría hasta sus últimas consecuencias la primera fase de su novelística en una historia que posee un fuerte elemento autobiográfico y con personajes logrados.

## Narrativa social
Dickens odiaba el sistema social en el que había nacido, y en muchas de sus novelas se proponía atacar la corrupción de su época. Sin embargo, esa misma época le exigiría su tributo al imponerle que, si quería que sus novelas fuesen populares, debían respetar las convenciones de la clase media en lo referente a moralidad y a vocabulario. En Dombey e hijo (1846-47), en la que arremete contra el mercantilismo como objetivo único de la vida, Dickens comenzó a alcanzar su plenitud como novelista.
Donde Dickens alcanza la cima de sus objetivos y expresa con mayor rigor la concepción que tiene de la sociedad es en una serie de novelas largas escritas entre 1850 y 1870, en las que analiza el estado en que se encuentra Inglaterra, volcada al exterior, tan segura de sí misma, tan triunfadora, pero en realidad tan injusta, tan ineficaz, tan dividida. Quizá la mejor de todas sea Bleak House (Casa desolada) (1852-53), que comienza criticando la ley, sus dilaciones, su falta de humanidad, la avaricia de quienes la ejecutan, pero amplía su objetivo arremetiendo contra la sociedad y sus profetas. Se trata de la novela más consciente y profundamente planificada de toda la obra de Dickens, y, con respecto a las anteriores, tiene otras características: encierra en su interesante y complicada trama una violenta censura de los abusos de la justicia de la época. Es una novela de altas miras, que afecta a todas las clases sociales, desde la que representa el reaccionario, pero respetable, Sir Leicester Dedlock (cuyo nombre sirve como diagnóstico de las relaciones sociales que existen en Inglaterra) hasta los sectores más bajos, a los que pertenece Jo, el barrendero, él mismo símbolo del residuo que produce una estructura social tan poco atractiva y tan despiadada. Bleak House es la novela más desesperada de las que escribe Dickens, una novela en la que no se ofrece ningún tipo de panacea; el personaje que muere de «combustión espontánea» parece simbolizar la catástrofe final de un estado ruinoso y despreocupado. Aunque a lo largo de toda su obra Dickens se dedicaría a atacar las condiciones sociales de su época, en Hard Times (Tiempos difíciles), 1854) insiste especialmente en ello. El objetivo de Hard Times es atacar con particular virulencia los principios económicos que regían el desarrollo industrial, de tal forma que los personajes parecen ser meras reproducciones mecánicas de creaciones anteriores. Debemos reconocer que Dickens vio cómo el sistema industrial transformaba personas en autómatas y por eso se ve obligado a restar vitalidad a sus personajes, a convertirlos en seres a medio camino entre las personas y los títeres. En esta obra, Dickens protesta duramente contra los sistemas educativos basados en hechos y estadísticas a costa de la formación de la conciencia y del desarrollo de los afectos y de la imaginación. La novela muestra, mejor que algunas obras históricas, la vida en las ciudades industriales inglesas de mediados del siglo XIX, y satiriza completamente el sistema del laissez-faire de la Escuela de Mánchester. Un prejuicio social sería también el hilo conductor de La pequeña Dorrit (1855-57), última novela de este período medio de la vida de Dickens, en la que el autor ataca los métodos de la burocracia. La descripción de la vida carcelaria se convierte en un tema serio a través del retrato que Dickens hace de la cárcel para deudores de Marshalsea (Londres), en la que había estado recluido el propio padre del autor.

## Valoración general
El arte de Dickens, el observador, el vigoroso poeta de la vida urbana del XIX, se basa en la habilidad con que el autor percibía lo extremo, lo grotesco, lo anormal. Atrapaba acertadamente el espíritu esencial de la gente, de los lugares, de los ambientes; los elevaba y obligaba al lector a reconocer la infinita variedad y la riqueza de lo que veía. Por esta capacidad Dickens atrae a veces el desprecio de quienes piensan que solo sabe crear personajes planos, caricaturas. Lo mismo que el resto de los grandes artistas, Dickens contemplaba el mundo como si se tratase de una experiencia enteramente nueva vista por vez primera, y poseía una extraordinaria versatilidad en el lenguaje, dominando desde la creación cómica hasta la gran elocuencia. Creó personajes y situaciones tan diversos como nunca había conseguido nadie desde Shakespeare e influyó de manera muy profunda en su público hasta el punto de que la concepción del mundo que encontramos en sus novelas ha pasado a formar parte de la tradición inglesa. Junto a esto Dickens ofrece una aguda sensibilidad lingüística, para las implicaciones que subyacen a lo dicho, y por eso los diálogos resultan absolutamente reveladores. No creó escuela, no tuvo sucesores. Resulta imposible ser como Dickens, igual que uno no puede copiar a Shakespeare. Dickens marcó un antes y un después en la literatura inglesa: la posterior a su muerte (1870) es notablemente diferente de la producida en los inicios de la época victoriana.